# Versainville
Versainville é uma comuna francesa na região administrativa da Normandia, no departamento Calvados. Estende-se por uma área de 7,63 km². Em 2010 a comuna tinha 485 habitantes (densidade: 63,6 hab./km²).
Mais recentemente esta localidade recebeu uma passagem da 6ª Etapa do Tour de France 2011